# 天地大乱
『天地大乱』(韓国名:十二之天2)は、韓国Gigassoftが開発したRealm vs Realmを主体とするMMORPGである。
日本国内でオンラインゲームのサービスを提供するパブリッシャー「WeMade Online」を通じて提供される。

## 概要
プレイヤーは、自分の操作するキャラクターを作成し、ゲーム内に存在する3勢力のいずれかに所属し、仮想空間の中で繰り広げられる勢力間戦争(Realm vs Realm)に参加し、経験値や名声を得ることで成長してゆく。